# Australomedusa baylii
Australomedusa baylii är en nässeldjursart som beskrevs av Russell 1970. Australomedusa baylii ingår i släktet Australomedusa och familjen Australomedusidae.
Artens utbredningsområde är Sydaustralien. Inga underarter finns listade i Catalogue of Life.